# غروسن إريش
غرسن اريش (بالألمانية: Großenehrich) هي بلدة ألمانية تقع في ألمانيا في تورينغن. يقدر عدد سكانها بـ 2,870 نسمة .